# La Vie nouvelle (journal)
Pour les articles homonymes, voir La Vie nouvelle.
La Vie nouvelle est un hebdomadaire régional savoyard édité à Chambéry.
Il est aujourd'hui détenu par Compra (Compagnie des médias et publications Rhône-Alpes), un groupe de presse basé dans la ville voisine de Grenoble. Cet hebdomadaire était historiquement la publication diocésaine savoyarde, et ce depuis le XIXe siècle. Depuis le début du millénaire, le journal a rompu avec ses origines cléricales et est devenu un journal d'informations généralistes. En 2011, La Vie nouvelle a retrouvé sa vocation départementale et couvre désormais toute l'actualité institutionnelle, économique et culturelle du département à travers des rubriques d'actualité (Grand Format, actu société, actu économie, actu montagne, actu territoires, sport, loisirs, spectacles, expositions, balades). La Vie nouvelle est journal d'annonces légales et paraît tous les vendredis.

## Histoire
À l'origine, La Croix de Savoie, publiée entre novembre 1891 et 1944, est un quotidien catholique social et démocrate chrétien, fondé par les professeurs Louis Ternier, Michel Paravy et Joseph Burlet.
En septembre 1944, Théophile Paravy remplace La Croix de Savoie par La Vie Nouvelle. Il rédigera dans ce nouveau journal jusqu'en 1969.
En 2001, le groupe Sogemedia achète le journal. En avril 2008, celui-ci intègre le groupe Essentiel Presse, entreprise d'édition de presse savoyarde. Puis en 2011 le journal est racheté par le groupe Dovemed, devenu en 2020 le Groupe Compra (Compagnie des médias et publications Rhône-Alpes). La Vie nouvelle est désormais un magazine tourné vers le monde économique et culturel départemental.

## Logo

Évolution du logo
Logo de [Quand ?] à 2015.
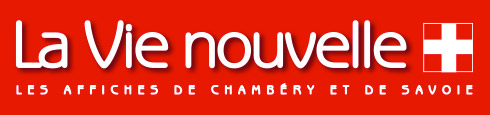
Logo de 2015 à 2020.
Logo depuis 2020

## Informations diverses
- Nom du directeur délégué de publication : Dominique Verdiel
- Rédaction : Benjamin Lecouturier, Charlotte Ruyer et Élodie Fayard